# La meticcia di fuoco
La meticcia di fuoco (Apache Woman) è un film western statunitense del 1955 diretto da Roger Corman.

## Trama
Arizona, 1870 circa. Anne LeBeau e suo fratello Armand sono figli di un padre bianco di origine francese e di una madre indiana di origine Apache. L'agente federale Rex Moffet viene inviato in città per indagare sui continui attacchi degli indiani Apache alla comunità. Moffet ha propositi pacifici a differenza del resto dei cittadini che vogliono invece una soluzione radicale nei confronti del gruppo di Apache a cominciare dai due fratelli LeBeau.
Dopo essersi innamorato di Anne, Rex scopre che dietro gli attacchi vi è il fratello Armand e si mette in moto per evitare l'ennesima guerra sanguinaria tra bianchi e indiani.

## Produzione
Il film è stato prodotto dalla Golden State Productions e girato all'Iverson Ranch di Los Angeles, California con un budget stimato in 80.000 dollari. Dick Miller interpreta due ruoli, quello di un indiano e quello di un cittadino. È uno dei primi film finanziati e distribuiti dalla American-International Pictures.
Il film rientra nelle opere di Corman che caratterizzano la donna «in ruoli decisamente "mascolini" e di solito il titolo del film indica questa inversione di ruolo, in modo da costituire una strana attrazione». A tale proposito, oltre ad Apache woman, Giuseppe Turroni cita She gods of Shark Reef, The Saga of the Viking Women and Their Voyage to the Waters of the Great Sea Serpent), The Wasp Woman.

## Distribuzione
Alcune delle uscite internazionali sono state:
- 15 settembre 1955 negli Stati Uniti (Apache Woman)
- 26 dicembre 1956 in Danimarca (Indianer-blod)
- 12 gennaio 1959 in Svezia (Strid till sista kulan)
- 9 marzo 1962 in Finlandia (Taistelu viimeiseen luotiin)
- in Germania Ovest (Heiße Colts und schnelle Pferde)
- in Italia (La meticcia di fuoco)
- in Grecia (Mia gynaika ap' tin kolasi)
- in Spagna (Mujer apache)

## Promozione
Le tagline sono: "Naked violence... with a gun or a knife she was a match for any man!" ("Violenza nuda... con una pistola o un coltello lei era un affronto per ogni uomo!") e "Call her halfbreed and all hell breaks loose!" ("Chiamala meticcia e si scatena l'inferno!").